# WYWIWYG
WYWIWYG (ang. what you write is what you get) – akronim stosowany w informatyce dla określenia metod, które pozwalają uzyskać całkowitą kontrolę nad kodem dokumentu.
Programy spełniające założenia WYWIWYG prezentują na monitorze komputera kod strony. Wśród programów WYWIWYG można wyróżnić:
- tekstowe edytory stron WWW – służące do tworzenia stron internetowych w językach HTML, XHTML lub XML (np. Bluefish, Quanta),
- edytory tekstu niesformatowanego – służące do edytowania lub tworzenia dokumentów czysto tekstowych, niesformatowanych.